# 勳一等旭日大綬章
勳一等旭日大綬章為日本国之勳章。依據1875年（明治8年）4月10日勳章制定文件（明治8年太政官布告第54號）為基礎而制定。大綬從右肩到左脇披垂，副章（勳二等旭日重光章之正章相同）佩帶在左胸。2003年（平成15年）11月3日改為旭日大綬章。
受章者合計有1220名（戰前810名、戰後410名）。

## 受勳人士列表

### 戰前舊法

#### 明治時代
| 受勳者           | 主要官職                                   | 受勳日期                   | 備註 |
| ---------------- | ------------------------------------------ | -------------------------- | ---- |
| 有栖川宮幟仁親王 | 皇典講究所總裁                             | 1875年（明治8年）12月31日  |      |
| 有栖川宮威仁親王 | 元帥海軍大將、軍事參議官                   | 1875年（明治8年）12月31日  |      |
| 有栖川宮熾仁親王 | 陸軍大將、參謀總長                         | 1875年（明治8年）12月31日  |      |
| 華頂宮博經親王   | 海軍少將                                   | 1875年（明治8年）12月31日  |      |
| 北白川宮能久親王 | 陸軍大將、近衛師團長                       | 1875年（明治8年）12月31日  |      |
| 久邇宮朝彥親王   | 神宮祭主                                   | 1875年（明治8年）12月31日  |      |
| 小松宮彰仁親王   | 元帥陸軍大將、參謀總長                     | 1875年（明治8年）12月31日  |      |
| 梨本宮守脩親王   | 上野太守                                   | 1875年（明治8年）12月31日  |      |
| 伏見宮貞愛親王   | 元帥陸軍大將、第1師團長                    | 1875年（明治8年）12月31日  |      |
| 山階宮晃親王     | 議定、治部卿                               | 1875年（明治8年）12月31日  |      |
| 西鄉從道         | 侯爵、元帥海軍大將、海軍大臣               | 1876年（明治9年）9月23日   |      |
| 岩倉具視         | 右大臣                                     | 1876年（明治9年）12月29日  |      |
| 三條實美         | 公爵、太政大臣                             | 1876年（明治9年）12月29日  |      |
| 木戶孝允         | 參議                                       | 1877年（明治10年）5月24日  |      |
| 伊藤博文         | 公爵、首任內閣總理大臣                     | 1877年（明治10年）11月2日  |      |
| 大木喬任         | 伯爵、樞密院議長                           | 1877年（明治10年）11月2日  |      |
| 大久保利通       | 內務卿、贈右大臣                           | 1877年（明治10年）11月2日  |      |
| 大隈重信         | 侯爵、第8、17任內閣總理大臣                | 1877年（明治10年）11月2日  |      |
| 川村純義         | 伯爵、海軍大將                             | 1877年（明治10年）11月2日  |      |
| 黑田清隆         | 伯爵、海軍中將、第2任內閣總理大臣          | 1877年（明治10年）11月2日  |      |
| 寺島宗則         | 伯爵、參議、外務卿                         | 1877年（明治10年）11月2日  |      |
| 山縣有朋         | 公爵、元帥陸軍大將、第3、9任內閣總理大臣   | 1877年（明治10年）11月2日  |      |
| 德大寺實則       | 公爵、內大臣                               | 1877年（明治10年）11月22日 |      |
| 井上馨           | 侯爵、外務大臣                             | 1879年（明治12年）2月10日  |      |
| 山田顯義         | 伯爵、陸軍中將、司法大臣                   | 1879年（明治12年）11月1日  |      |
| 嵯峨實愛         | 議定、刑部卿、教部卿、大納言               | 1880年（明治13年）11月2日  |      |
| 中御門經之       | 侯爵、大納言                               | 1880年（明治13年）11月2日  |      |
| 中山忠能         | 侯爵、權大納言                             | 1880年（明治13年）11月2日  |      |
| 伊地知正治       | 伯爵、參議                                 | 1881年（明治14年）7月15日  |      |
| 島津久光         | 公爵、左大臣                               | 1881年（明治14年）7月15日  |      |
| 九條道孝         | 公爵、左大臣                               | 1881年（明治14年）7月22日  |      |
| 副島種臣         | 伯爵、內務大臣                             | 1881年（明治14年）7月22日  |      |
| 松方正義         | 公爵、第4、6代內閣總理大臣                 | 1881年（明治14年）7月22日  |      |
| 大山巖           | 公爵、元帥陸軍大將、陸軍大臣               | 1882年（明治15年）11月1日  |      |
| 佐佐木高行       | 侯爵、參議、工部卿                         | 1882年（明治15年）11月1日  |      |
| 佐野常民         | 伯爵、農商務大臣                           | 1882年（明治15年）11月1日  |      |
| 福岡孝弟         | 子爵、文部卿                               | 1882年（明治15年）11月1日  |      |
| 近衛忠熙         | 左大臣、關白                               | 1885年（明治18年）4月2日   |      |
| 榎本武揚         | 子爵、海軍中將、外務大臣                   | 1886年（明治19年）3月11日  |      |
| 谷干城           | 子爵、陸軍中將、農商務大臣                 | 1886年（明治19年）3月11日  |      |
| 森有禮           | 子爵、文部大臣                             | 1886年（明治19年）3月11日  |      |
| 土方久元         | 伯爵、宮內大臣                             | 1887年（明治20年）10月25日 |      |
| 伊東祐麿         | 子爵、海軍中將、海軍兵學校長               | 1887年（明治20年）11月2日  |      |
| 高島鞆之助       | 子爵、陸軍中將、陸軍大臣                   | 1887年（明治20年）11月2日  |      |
| 三好重臣         | 子爵、陸軍中將、樞密顧問官                 | 1887年（明治20年）11月2日  |      |
| 赤松則良         | 男爵、海軍中將、橫須賀鎮守府司令           | 1889年（明治22年）5月29日  |      |
| 中牟田倉之助     | 子爵、海軍中將、海軍軍令部長               | 1889年（明治22年）5月29日  |      |
| 柳原前光         | 伯爵、元老院議長                           | 1889年（明治22年）5月29日  |      |
| 松平慶永         | 舊福井藩主、民部卿、大藏卿                 | 1889年（明治22年）5月29日  |      |
| 後藤象二郎       | 伯爵、農商務大臣                           | 1889年（明治22年）12月27日 |      |
| 淺野長勳         | 侯爵、舊廣島藩主                           | 1890年（明治23年）10月21日 |      |
| 島津忠義         | 公爵、舊鹿兒島藩主、參議                   | 1890年（明治23年）10月21日 |      |
| 伊達宗城         | 舊宇和島藩主、大藏卿                       | 1890年（明治23年）10月21日 |      |
| 毛利元德         | 公爵、舊山口藩主、參議                     | 1890年（明治23年）10月21日 |      |
| 青木周藏         | 子爵、外務大臣                             | 1894年（明治27年）8月29日  |      |
| 伊東祐亨         | 伯爵、元帥海軍大將、聯合艦隊總司令         | 1895年（明治28年）8月5日   |      |
| 樺山資紀         | 伯爵、海軍大將、海軍大臣                   | 1895年（明治28年）8月5日   |      |
| 川上操六         | 陸軍大將、參謀總長                         | 1895年（明治28年）8月5日   |      |
| 野津道貫         | 侯爵、元帥陸軍大將                         | 1895年（明治28年）8月5日   |      |
| 佐久間左馬太     | 伯爵、陸軍大將、台灣總督                   | 1895年（明治28年）8月20日  |      |
| 陸奥宗光         | 伯爵、外務大臣                             | 1895年（明治28年）8月20日  |      |
| 山地元治         | 子爵、陸軍中將、西部都督                   | 1895年（明治28年）8月20日  |      |
| 大鳥圭介         | 男爵、樞密顧問官                           | 1895年（明治28年）10月31日 |      |
| 香川敬三         | 伯爵、皇太后宮大夫                         | 1895年（明治28年）10月31日 |      |
| 西園寺公望       | 公爵、第12、14任內閣總理大臣               | 1896年（明治29年）6月5日   |      |
| 大給恒           | 伯爵、舊奥殿藩主、賞勳局總裁               | 1896年（明治29年）6月30日  |      |
| 板垣退助         | 伯爵、內務大臣                             | 1896年（明治29年）9月29日  |      |
| 廣幡忠禮         | 侯爵、內大臣                               | 1897年（明治30年）2月18日  |      |
| 鍋島直大         | 侯爵、舊佐賀藩主                           | 1897年（明治30年）6月30日  |      |
| 黑川通軌         | 男爵、陸軍中將                             | 1897年（明治30年）10月20日 |      |
| 山尾庸三         | 子爵、法制局長官                           | 1898年（明治31年）1月31日  |      |
| 渡邊昇           | 子爵、會計檢查院長                         | 1898年（明治31年）12月28日 |      |
| 尾崎忠治         | 男爵、大審院長                             | 1898年（明治31年）12月28日 |      |
| 勝安房           | 伯爵、海軍卿                               | 1898年（明治31年）12月28日 |      |
| 田中不二麿       | 子爵、司法大臣                             | 1898年（明治31年）12月28日 |      |
| 花房義質         | 子爵、樞密顧問官                           | 1898年（明治31年）12月28日 |      |
| 東久世通禧       | 伯爵、貴族院副議長、樞密院副議長           | 1898年（明治31年）12月28日 |      |
| 西德二郎         | 男爵、外務大臣                             | 1899年（明治32年）12月27日 |      |
| 林董             | 伯爵、外務大臣                             | 1899年（明治32年）12月27日 |      |
| 品川彌二郎       | 子爵、內務大臣                             | 1900年（明治33年）2月26日  | 追頒 |
| 山田信道         | 男爵、農商務大臣                           | 1900年（明治33年）3月11日  | 追頒 |
| 田中光顯         | 伯爵、陸軍少將、宮內大臣                   | 1900年（明治33年）5月10日  |      |
| 仁禮景範         | 子爵、海軍中將、海軍大臣                   | 1900年（明治33年）11月21日 |      |
| 東鄉平八郎       | 侯爵、元帥海軍大將、聯合艦隊總司令         | 1901年（明治34年）7月19日  |      |
| 山口素臣         | 子爵、陸軍大將                             | 1901年（明治34年）7月19日  |      |
| 宍戶璣           | 子爵、駐清公使                             | 1901年（明治34年）9月30日  |      |
| 桂太郎           | 公爵、陸軍大將、第11、13、15任內閣總理大臣 | 1901年（明治34年）12月27日 |      |
| 河瀨真孝         | 子爵、侍從長                               | 1901年（明治34年）12月27日 |      |
| 鮫島員規         | 男爵、海軍大將                             | 1901年（明治34年）12月27日 |      |
| 寺內正毅         | 伯爵、元帥陸軍大將、第18任內閣總理大臣     | 1901年（明治34年）12月27日 |      |
| 楠本正隆         | 男爵、眾議院議長                           | 1902年（明治35年）2月27日  |      |
| 內海忠勝         | 男爵、內務大臣                             | 1902年（明治35年）2月27日  |      |
| 兒玉源太郎       | 伯爵、陸軍大將、陸軍大臣                   | 1902年（明治35年）2月27日  |      |
| 小村壽太郎       | 公爵、外務大臣                             | 1902年（明治35年）2月27日  |      |
| 芳川顯正         | 伯爵、內務大臣                             | 1902年（明治35年）2月27日  |      |
| 鳥尾小彌太       | 子爵、陸軍中將、近衛都督                   | 1902年（明治35年）6月30日  |      |
| 岡澤精           | 子爵、陸軍大將、侍從武官長                 | 1902年（明治35年）12月3日  |      |
| 海江田信義       | 子爵、樞密顧問官                           | 1902年（明治35年）12月27日 |      |
| 九鬼隆一         | 男爵、樞密顧問官                           | 1902年（明治35年）12月27日 |      |
| 細川潤次郎       | 男爵、樞密顧問官                           | 1902年（明治35年）12月27日 |      |
| 久我建通         | 內大臣                                     | 1903年（明治36年）9月26日  |      |
| 伊東巳代治       | 伯爵、農商務大臣                           | 1903年（明治36年）12月26日 |      |
| 三宮義胤         | 男爵、式部長官                             | 1903年（明治36年）12月26日 |      |
| 蜂須賀茂韶       | 侯爵、舊德島藩主、貴族院議長               | 1903年（明治36年）12月26日 |      |
| 永山武四郎       | 男爵、陸軍中將                             | 1904年（明治37年）5月27日  |      |
| 岩村通俊         | 男爵、農商務大臣                           | 1904年（明治37年）6月23日  |      |
| 渡邊千秋         | 子爵、宮內大臣                             | 1904年（明治37年）6月28日  |      |
| 岩倉具定         | 公爵、宮內大臣                             | 1904年（明治37年）12月27日 |      |
| 杉孫七郎         | 子爵、樞密顧問官                           | 1904年（明治37年）12月27日 |      |
| 松本務本         | 陸軍中將                                   | 1905年（明治38年）2月4日   |      |
| 奧保鞏           | 伯爵、元帥陸軍大將、參謀總長               | 1905年（明治38年）5月30日  |      |
| 黑木為禎         | 伯爵、陸軍大將                             | 1905年（明治38年）5月30日  |      |
| 長谷川好道       | 伯爵、元帥陸軍大將、參謀總長               | 1905年（明治38年）5月30日  |      |
| 林友幸           | 伯爵、樞密顧問官                           | 1905年（明治38年）6月24日  |      |
| 佐雙左仲         | 海軍造船總監                               | 1905年（明治38年）10月9日  |      |
| 井上良馨         | 子爵、元帥海軍大將、聯合艦隊總司令         | 1905年（明治38年）11月30日 |      |
| 角田秀松         | 海軍中將                                   | 1905年（明治38年）12月13日 |      |
| 高崎正風         | 男爵、樞密顧問官                           | 1905年（明治38年）12月22日 |      |
| 野崎貞澄         | 男爵、陸軍中將                             | 1906年（明治39年）1月8日   |      |
| 淺田信興         | 男爵、陸軍大將、教育總監                   | 1906年（明治39年）4月1日   |      |
| 伊集院五郎       | 男爵、元帥海軍大將                         | 1906年（明治39年）4月1日   |      |
| 內田康哉         | 男爵、海軍大將                             | 1906年（明治39年）4月1日   |      |
| 金子堅太郎       | 伯爵、司法大臣                             | 1906年（明治39年）4月1日   |      |
| 清浦奎吾         | 伯爵、第23任內閣總理大臣                   | 1906年（明治39年）4月1日   |      |
| 齋藤實           | 子爵、海軍大將、第30任內閣總理大臣         | 1906年（明治39年）4月1日   |      |
| 德川家達         | 公爵、貴族院議長、德川家第16代当主         | 1906年（明治39年）4月1日   |      |
| 牧野伸顕         | 伯爵、內大臣                               | 1906年（明治39年）4月1日   |      |
| 後藤新平         | 伯爵、內務大臣                             | 1906年（明治39年）11月13日 |      |
| 德川慶喜         | 公爵、第15任征夷大將軍                     | 1908年（明治41年）4月30日  |      |
| 由利公正         | 子爵、東京府知事                           | 1909年（明治42年）4月28日  | 追頒 |
| 加藤高明         | 伯爵、第24任內閣總理大臣                   | 1911年（明治44年）8月24日  |      |

#### 大正時代
| 受勳者     | 主要官職                               | 受勳日期                   | 備註 |
| ---------- | -------------------------------------- | -------------------------- | ---- |
| 原敬       | 第19代內閣總理大臣                     | 1914年（大正3年）4月4日    |      |
| 戶田氏共   | 伯爵、舊大垣藩主、式部長官             | 1914年（大正3年）12月23日  |      |
| 上原勇作   | 子爵、元帥陸軍大將、陸軍大臣           | 1915年（大正4年）9月29日   |      |
| 島村速雄   | 男爵、元帥海軍大將                     | 1915年（大正4年）11月7日   |      |
| 森林太郎   | 陸軍軍醫總監、小説家                   | 1915年（大正4年）11月7日   |      |
| 澀澤榮一   | 子爵、貴族院議員                       | 1915年（大正4年）11月10日  |      |
| 鈴木貫太郎 | 男爵、海軍大將、第42任內閣總理大臣     | 1916年（大正5年）4月1日    |      |
| 石井菊次郎 | 子爵、外務大臣                         | 1916年（大正5年）7月14日   |      |
| 尾崎行雄   | 司法大臣                               | 1916年（大正5年）7月14日   |      |
| 加藤友三郎 | 子爵、元帥海軍大將、第21任內閣總理大臣 | 1916年（大正5年）7月14日   |      |
| 若槻禮次郎 | 男爵、第25、28任內閣總理大臣           | 1916年（大正5年）7月14日   |      |
| 平沼騏一郎 | 男爵、第35任內閣總理大臣               | 1919年（大正8年）9月29日   |      |
| 高木兼寛   | 男爵、海軍軍醫總監、醫學博士           | 1920年（大正9年）4月13日   | 追頒 |
| 犬養毅     | 第29任內閣總理大臣                     | 1920年（大正9年）9月7日    |      |
| 幣原喜重郎 | 男爵、第44任內閣總理大臣               | 1920年（大正9年）9月7日    |      |
| 高橋是清   | 第20任內閣總理大臣                     | 1920年（大正9年）9月7日    |      |
| 田中義一   | 男爵、海軍大將、第26任內閣總理大臣     | 1920年（大正9年）9月7日    |      |
| 岡田啓介   | 海軍大將、第31任內閣總理大臣           | 1920年（大正9年）11月1日   |      |
| 白川義則   | 男爵、陸軍大將、陸軍大臣               | 1922年（大正11年）11月1日  |      |
| 岡部長職   | 子爵、舊岸和田藩主、司法大臣           | 1925年（大正14年）12月27日 | 追頒 |

#### 昭和時代
| 受勳者     | 主要官職                             | 受勳日期                  | 備註 |
| ---------- | ------------------------------------ | ------------------------- | ---- |
| 宇垣一成   | 陸軍大將、陸軍大臣                   | 1927年（昭和2年）4月19日  |      |
| 濱口雄幸   | 第27代內閣總理大臣                   | 1927年（昭和2年）4月19日  |      |
| 大倉喜八郎 | 男爵                                 | 1928年（昭和3年）1月20日  |      |
| 北里柴三郎 | 男爵、日本醫師會長                   | 1931年（昭和6年）6月13日  | 追頒 |
| 南次郎     | 陸軍大將、陸軍大臣                   | 1934年（昭和9年）2月7日   |      |
| 渡邊錠太郎 | 陸軍大將、教育總監                   | 1934年（昭和9年）2月7日   |      |
| 野村吉三郎 | 海軍大將                             | 1934年（昭和9年）2月7日   |      |
| 安達謙藏   | 內務大臣                             | 1934年（昭和9年）4月29日  |      |
| 阿部信行   | 陸軍大將、第36任內閣總理大臣         | 1934年（昭和9年）4月29日  |      |
| 荒木貞夫   | 男爵、陸軍大將、陸軍大臣             | 1934年（昭和9年）4月29日  |      |
| 小磯國昭   | 陸軍大將、第41任內閣總理大臣         | 1934年（昭和9年）4月29日  |      |
| 永野修身   | 元帥海軍大將                         | 1934年（昭和9年）4月29日  |      |
| 畑俊六     | 元帥陸軍大將、陸軍大臣               | 1934年（昭和9年）4月29日  |      |
| 鳩山一郎   | 第52、53、54任內閣總理大臣           | 1934年（昭和9年）4月29日  |      |
| 林銑十郎   | 陸軍大將、第33任內閣總理大臣         | 1934年（昭和9年）4月29日  |      |
| 廣田弘毅   | 第32任內閣總理大臣                   | 1934年（昭和9年）4月29日  |      |
| 松井石根   | 陸軍大將                             | 1934年（昭和9年）4月29日  |      |
| 米內光政   | 海軍大將、第37任內閣總理大臣         | 1934年（昭和9年）4月29日  |      |
| 板垣征四郎 | 陸軍大將、陸軍大臣                   | 1937年（昭和12年）7月7日  |      |
| 嘉納治五郎 | 東京高等師範學校長                   | 1938年（昭和13年）5月4日  | 追頒 |
| 近衛文麿   | 公爵、第34、38、39任內閣總理大臣     | 1939年（昭和14年）5月19日 |      |
| 梅津美治郎 | 陸軍大將、參謀總長                   | 1939年（昭和14年）7月11日 |      |
| 土肥原賢二 | 陸軍大將、教育總監                   | 1940年（昭和15年）4月18日 |      |
| 木村兵太郎 | 陸軍大將                             | 1940年（昭和15年）4月29日 |      |
| 重光葵     | 外務大臣                             | 1940年（昭和15年）4月29日 |      |
| 東鄉茂德   | 外務大臣                             | 1940年（昭和15年）4月29日 |      |
| 東條英機   | 陸軍大將、第40任內閣總理大臣         | 1940年（昭和15年）4月29日 |      |
| 德川好敏   | 男爵、陸軍中將                       | 1940年（昭和15年）4月29日 |      |
| 松岡洋右   | 外務大臣                             | 1940年（昭和15年）4月29日 |      |
| 山本五十六 | 元帥海軍大將                         | 1940年（昭和15年）4月29日 |      |
| 吉田茂     | 第45、48、49、50、51任內閣總理大臣   | 1940年（昭和15年）4月29日 |      |
| 高須四郎   | 海軍中將                             | 1940年（昭和15年）4月29日 |      |
| 前田利為   | 侯爵、陸軍大將                       | 1942年（昭和17年）9月5日  | 追頒 |
| 平賀讓     | 男爵、海軍造船中將、東京帝國大學總長 | 1943年（昭和18年）2月17日 | 追頒 |
| 松平賴壽   | 伯爵、貴族院議長                     | 1944年（昭和19年）9月13日 | 追頒 |
| 渡邊正夫   | 陸軍中將                             | 1945年（昭和20年）7月25日 |      |

### 戰後新法

#### 昭和時代
| 受勳者      | 主要官職                                 | 受勳日期                   | 備註       |
| ----------- | ---------------------------------------- | -------------------------- | ---------- |
| 美濃部達吉  | 樞密顧問官                               | 1948年（昭和23年）5月23日  |            |
| 長岡半太郎  | 帝國學士院會員                           | 1950年（昭和25年）12月11日 | 歿後追贈   |
| 穗積重遠    | 最高裁判所判事                           | 1951年（昭和26年）7月29日  | 歿後追贈   |
| 田中館愛橘  | 東京帝國大學名譽教授                     | 1952年（昭和27年）5月21日  | 歿後追贈   |
| 本多光太郎  | 東北帝國大學總長                         | 1954年（昭和29年）2月12日  | 歿後追贈   |
| 緒方竹虎    | 國務大臣                                 | 1956年（昭和31年）1月28日  | 歿後追贈   |
| 三木武吉    | 衆議院議長                               | 1956年（昭和31年）7月4日   | 歿後追贈   |
| 川合芳三郎  | 帝國藝術院會員                           | 1957年（昭和32年）6月30日  | 歿後追贈   |
| 横山秀麿    | 帝國美術院會員                           | 1958年（昭和33年）2月26日  | 歿後追贈   |
| 阿利·伯克   | 美國海軍作戰部長                         | 1961年（昭和36年）         |            |
| 柳田國男    | 樞密顧問官                               | 1962年（昭和37年）8月8日   | 歿後追贈   |
| 石橋湛山    | 第55任內閣總理大臣                       | 1964年（昭和39年）4月29日  |            |
| 片山哲      | 第46任內閣總理大臣                       | 1964年（昭和39年）4月29日  |            |
| 霜山精一    | 最高裁判所判事                           | 1964年（昭和39年）4月29日  |            |
| 田中耕太郎  | 第2任最高裁判所長官                      | 1964年（昭和39年）4月29日  |            |
| 柯蒂斯·李梅 | 美國空軍參謀長                           | 1964年（昭和39年）12月4日  |            |
| 横田喜三郎  | 第3任最高裁判所長官                      | 1965年（昭和40年）11月3日  |            |
| 高木武雄    | 海軍大將                                 | 1967年（昭和42年）8月30日  | 戰歿者殊勲 |
| 遠藤喜一    | 海軍大將                                 | 1967年（昭和42年）10月28日 | 戰歿者殊勲 |
| 橫田正俊    | 第4任最高裁判所長官                      | 1969年（昭和44年）4月29日  |            |
| 奥野健一    | 最高裁判所判事                           | 1969年（昭和44年）4月29日  |            |
| 鈴木宗作    | 陸軍大將                                 | 1969年（昭和44年）9月27日  | 戰歿者殊勲 |
| 松本正雄    | 最高裁判所判事                           | 1972年（昭和47年）4月29日  |            |
| 中安閑一    | 宇部興産會長                             | 1972年（昭和47年）4月29日  |            |
| 真野毅      | 最高裁判所判事                           | 1973年（昭和48年）4月29日  |            |
| 天野貞祐    | 文部大臣                                 | 1973年（昭和48年）11月3日  |            |
| 石田和外    | 第5任最高裁判所長官                      | 1973年（昭和48年）11月3日  |            |
| 伊藤整一    | 海軍大將                                 | 1974年（昭和49年）6月26日  | 戰歿者殊勲 |
| 富永信政    | 陸軍大將                                 | 1974年（昭和49年）9月28日  | 戰歿者殊勲 |
| 朝永振一郎  | 東京教育大學學長                         | 1975年（昭和50年）4月29日  |            |
| 下田武三    | 外務事務次官・美國大使・最高裁判所判事   | 1977年（昭和52年）4月29日  |            |
| 藤林益三    | 第7任最高裁判所長官                      | 1977年（昭和52年）11月3日  |            |
| 永野重雄    | 日本商工會議所會頭、富士製鐵社長         | 1978年（昭和53年）4月29日  |            |
| 岡原昌男    | 第8任最高裁判所長官                      | 1979年（昭和54年）4月29日  |            |
| 高辻正己    | 最高裁判所判事                           | 1980年（昭和55年）11月3日  |            |
| 松下幸之助  | 松下電器産業會長                         | 1981年（昭和56年）4月29日  |            |
| 稻山嘉宽    | 經濟團體連合會會長、新日本製鐵行政總裁   | 1982年（昭和57年）4月29日  |            |
| 松前重義    | 日本東海大學總長                         | 1982年（昭和57年）11月3日  |            |
| 服部高顯    | 第9任最高裁判所長官                      | 1985年（昭和60年）4月29日  |            |
| 井深大      | 索尼公司會長                             | 1986年（昭和61年）4月29日  |            |
| 團藤重光    | 最高裁判所判事、東京大學教授             | 1987年（昭和62年）11月3日  |            |
| 寺田治郎    | 第10任最高裁判所長官                     | 1987年（昭和62年）11月3日  |            |
| 林敬三      | 防衛廳第一任統合幕僚會議議長（總參謀長） | 1987年（昭和62年）11月3日  |            |

#### 平成時代（2003年前）
| 受勳者     | 主要官職                               | 受勳日期                  | 備註 |
| ---------- | -------------------------------------- | ------------------------- | ---- |
| 澄田智     | 日本銀行總裁                           | 1990年（平成2年）4月29日  |      |
| 齋藤英四郎 | 經濟團體連合會會長、新日本製鐵總裁     | 1990年（平成2年）4月29日  |      |
| 本田宗一郎 | 本田技研工業總裁                       | 1991年（平成2年）11月3日  |      |
| 伊藤正己   | 最高裁判所判事                         | 1993年（平成5年）4月29日  |      |
| 角田禮次郎 | 最高裁判所判事                         | 1993年（平成5年）4月29日  |      |
| 龜井正夫   | 住友電氣工業董事長                     | 1994年（平成6年）11月3日  |      |
| 味村治     | 最高裁判所判事                         | 1996年（平成8年）11月3日  |      |
| 坂本三十次 | 勞動大臣、內閣官房長官                 | 1996年（平成8年）11月3日  |      |
| 河本敏夫   | 國務大臣、經濟企劃廳長官、三光汽船總裁 | 1996年（平成8年）11月6日  |      |
| 後藤田正晴 | 內閣官房長官                           | 1998年（平成10年）4月29日 |      |
| 江崎玲於奈 | 物理學者、筑波大學校長                 | 1998年（平成10年）4月29日 |      |
| 三好達     | 第13任最高裁判所長官                   | 1999年（平成11年）11月3日 |      |
| 鹽川正十郎 | 自治大臣                               | 2000年（平成12年）11月3日 |      |
| 豐田章一郎 | 豐田汽車總裁                           | 2002年（平成14年）4月29日 |      |
| 野呂田芳成 | 農林水産大臣                           | 2002年（平成14年）4月29日 |      |
| 原田昇左右 | 建設大臣                               | 2002年（平成14年）4月29日 |      |
| 平井卓志   | 勞動大臣                               | 2002年（平成14年）4月29日 |      |
| 宮下創平   | 厚生大臣                               | 2002年（平成14年）4月29日 |      |
| 上原康助   | 原沖繩開發廳長官                       | 2002年（平成14年）11月3日 |      |
| 中山正暉   | 建設大臣                               | 2002年（平成14年）11月3日 |      |
| 西田司     | 自治大臣                               | 2002年（平成14年）11月3日 |      |
| 野中廣務   | 國務大臣、內閣官房長官                 | 2002年（平成14年）11月3日 |      |
| 稻葉興作   | 日本商工會議所會長                     | 2003年（平成15年）4月29日 |      |
| 佐藤信二   | 運輸大臣                               | 2003年（平成15年）4月29日 |      |
| 小柴昌俊   | 東京大學榮譽教授                       | 2003年（平成15年）4月29日 |      |
| 堀內光雄   | 通商産業大臣                           | 2003年（平成15年）4月29日 |      |
| 渡部恒三   | 眾議院副議長、自治大臣、厚生大臣       | 2003年（平成15年）4月29日 |      |